# Preventivmetod
Preventivmetoder är metoder för att hindra oönskad graviditet.
De medicinska preventivmetoderna kallas preventivmedel. Preventivmetoder som inte räknas som preventivmedel är bland annat avbrutet samlag och säkra perioder.

## Naturliga preventivmetoder

### Infertilitet efter förlossning
Amning efter en förlossning hämmar ägglossning och därmed möjligheten att bli gravid. Något preventivmedel anses inte behövas under de första sex månaderna efter förlossningen, förutsatt att barnet inte får annan näring än modersmjölken och modern inte har återfått ägglossningen.

### Säkra perioder
Befruktning är möjlig bara under ett begränsat antal dagar under menstruationscykeln. Ett antal metoder har utformats för att räkna ut när dessa dagar sannolikt infaller, för att antingen kunna ha samlag just då (för att få barn) eller undvika samlag då, eller använda säkra preventivmedel under den tiden (för att inte få barn). Beroende på hur regelbunden menstruationen är, hur väl kvinnan känner sin kropp, eventuella hjälpmedel, hur många dagar man avstår från oskyddade samlag och en del andra faktorer är uppskattningarna mer eller mindre säkra.

### Avbrutet samlag
Avbrutet samlag är en preventivmetod som bygger på att avbryta penetrationen innan mannen får utlösning.

## Kirurgiska preventivmetoder

### Sterilisering
Sterilisering av mannen är mycket enkelt och okomplicerat ingrepp för mannen, som inte påverkar potensen. Också kvinnor kan steriliseras, men ingreppet är mer komplicerat.

## Barriärmetoder

### Kondom
Kondomer för mannen finns i både latex och silikon. De skyddar även mot sexuellt överförbara infektioner.

### Femidom
Femidom är en sorts kondom i polyuretan som kan användas antingen vaginalt eller analt. Den kan sättas in flera timmar innan samlaget sker. Den skyddar mot sexuellt överförbara infektioner.

### Vaginalpessar
Pessar är en skål av silikon kring en metallring, som sätts in diagonalt i slidan tillsammans med en pessargel. Kan användas 24 timmar i taget.

### Cervixpessar
Cervixpessar ser ut som en matroshatt, helt i silikon som sätts över livmodertappen. Används också med pessargel, men kan sitta inne 48 timmar i taget.

## Kopparspiral
Kopparspiral sätts in i livmodern. Den kan öka blödningsmängd samt risken för sexuellt överförbara infektioner.

## Medicinska preventivmedel
Medicinska preventivmedel består av en eller flera syntetiska hormoner, har en högre effektivitet än ovanstående, men orsakar liksom all annan medicin också biverkningar. 
Finns i olika former av distributionssätt.
- Kombinerade p-piller
- Minipiller
- P-spruta
- P-ring
- P-stav
- P-plåster
- Hormonspiral